# Risaleeana Pouri-Lane
Risaleeana "Risi" Pouri-Lane, född 28 maj 2000, är en nyzeeländsk rugbyspelare. Hon ingick i det nyzeeländska lag som tog guld i sjumannarugby vid OS 2020 i Tokyo och vid OS 2024 i Paris.